# Dolní Ostrovec
Dolní Ostrovec (německy Unter Wostrowetz) je vesnice, část obce Ostrovec v okrese Písek v Jihočeském kraji. Nachází se asi půl kilometru jižně od Ostrovce. Je zde evidováno 136 adres. V roce 2011 zde trvale žilo 235 obyvatel.
Dolní Ostrovec je také název katastrálního území o rozloze 5,37 km².

## Historie
První písemná zmínka o vesnici pochází z roku 1323.

## Přírodní poměry
Přibližně podél severovýchodní hranice katastrálního území teče řeka Lomnice. Její údolí je v úseku jihovýchodně od vesnice chráněné jako přírodní památka V Obouch.

## Obyvatelstvo
| Rok            | 1869 | 1880 | 1890 | 1900 | 1910 | 1921 | 1930 | 1950 | 1961 | 1970 | 1980 | 1991 | 2001 | 2011 | 2021 |
| -------------- | ---- | ---- | ---- | ---- | ---- | ---- | ---- | ---- | ---- | ---- | ---- | ---- | ---- | ---- | ---- |
| Počet obyvatel | 393  | 428  | 406  | 353  | 338  | 360  | 322  | 230  | 287  | 300  | 285  | 258  | 233  | 235  | 225  |
| Počet domů     | 47   | 50   | 55   | 58   | 60   | 64   | 67   | 77   | 77   | 83   | 80   | 107  | 130  | 132  | 125  |

## Obecní správa
Při sčítání lidu v letech 1850–1869 Dolní Ostrovec byl osadou obce Varvažov v okrese Písek.
V letech 1870–1920 byl osadou obce Horní Ostrovec v okrese Písek. V letech 1921–1952 byl samostatnou obcí v okrese Písek. Od roku 1953 je částí obce Ostrovec v okrese Písek.

## Pamětihodnosti
- Na návsi se nachází kaple se zvoničkou zasvěcená svatému Janu Nepomuckému.[11] Je z první poloviny 19. století. Kaple je označena v katastrálních mapách z roku 1830, ale později prošla přestavbou. V roce 2007 byla provedena poslední oprava kaple.
- Na svahu nad řekou Lomnicí, pod křižovatkou silnice Písek - Čimelice s místní komunikací, je pomník padlým, který pochází z dílny sochaře Karla Dvořáka.[12]
- Soubor roubených usedlostí a chalup, které mohou pocházet až z 18. století, se nachází v obou částech vesnice. V Dolním Ostrovci za mostem nad řekou Lomnicí se nachází dvě kulturní památky, a to chalupy čp. 4 a čp. 3 s lomenicí.[13][14] Okolo návsi se nachází mladší zástavba z konce 19. století. Jedná se o domy čp.18, 20, 22, 24, 25, 26, 50, 52, 57, 58, 59.
- Obec byla vybraná k prohlášení za vesnickou památkovou zónu.[zdroj?]

## Osobnosti
- Antonín Martin Brousil (1907–1986), filmový a divadelní teoretik, kritik, historik a profesor AMU